# Igor Smirnov
Igor Nikolaevich Smirnov (em russo:  И́горь Никола́евич Смирно́в, tr. Igorʹ Nikolayevich Smirnov (Petropavlovsk-Kamchatsky, União Soviética, 23 de outubro de 1941) foi o primeiro presidente da República da Transnístria (um estado localizado na Europa Oriental não reconhecido pela comunidade internacional) de 1991 até 2011.